# Cannibal Corpse (album)
Cannibal Corpse is een zelfgefinancieerd album van de Amerikaanse deathmetalband Cannibal Corpse. Het album is in een oplage van 400 stuks uitgebracht.

## Tracklist
1. "A Skull Full Of Maggots" – 2:08
2. "The Undead Will Feast" – 2:57
3. "Scattered Remains, Splattered Brains" – 2:37
4. "Put Them To Death" – 1:49
5. "Bloody Chunks" – 2:21